# موری تروموتو
موری تروموتو (به ژاپنی: 毛利 輝元 Mōri Terumoto) (۱۵۵۳ – ۱۶۲۵) یکی از دایمیوهای (امیران محلی) ژاپن بود. او پسر موری تاکاموتو و جانشین و نوهٔ موری موتوناری بزرگ بود. او یک بار با اودا نوبوناگا جنگید اما در نهایت در برابر او شکست خورد. در تهاجم ژاپن به کره (۱۵۹۸–۱۵۹۲) او در لشکرکشی تویوتومی هیده‌یوشی شرکت داشت و قلعه هیروشیما را بنا کرد. بدین ترتیب او را می‌توان مؤسس شهر هیروشیما دانست. در اوج قدرت خود در اواخر قرن شانزدهم، تروموتو ۱٫۲ میلیون ککو را کنترل می‌کرد. در نبرد سکیگاهارا او به عنوان فرمانده کل در برابر توکوگاوا ایه‌یاسو قرار گرفت، اما در صحنه نبرد سکیگاهارا حضور نداشت. تروموتو در روز جنگ در قلعه اوساکا بود.

## حمله به خاندان موری
حمله تویوتومی هیده‌یوشی به خاندان موری به دستور اودا نوبوناگا انجام شده بود. هیده‌یوشی از اودا نوبوناگا درخواست کمک می‌کرد. در نتیجه نوبوناگا شش نفر از فرماندهان خود را بسیج کرد و قصد داشت ارتش را خود رهبری کند. نوبوناگا تصمیم گرفت ابتدا آکچی میتسوهیده را به همراه ۱۳ هزار سپاهی به منطقه بفرستد و سپس خود نیز به آن‌ها ملحق شود. نوبوناگا با تعداد اندکی از همراهان برای استراحت در معبد هوننو در کیوتو توقف کردند. نیمه‌شب ژنرال ارشد وی آکچی میتسوهیده به معبد حمله کرد و آنجا را به آتش کشید.
در شب ۲۲ ژوئن یک روز پس از مرگ نوبوناگا در حادثه معبد هوننو هیده‌یوشی توانست قاصد آکچی میتسوهیده را دستگیر کند. این قاصد به منظور دادن خبر مرگ نوبوناگا و جلب حمایت خاندان موری فرستاده شده بود. هیده‌یوشی تصمیم گرفت هر چه زودتر برای مجازات و مقابله با آکچی میتسوهیده به این محاصره خاتمه بدهد. وی با مخفی نگه داشتن این خبر مرگ نوبوناگا از خاندان موری توانست با شرط هاراکیری شیمیزو مونه‌هارو ارباب قلعه تاکاماتسو با خاندان موری صلح کند.

## در خدمت هیده‌یوشی
پس از مرگ اودا نوبوناگا در حادثه معبد هوننو، احتمالاً با سخاوت آشکار هیده‌یوشی بسیار خشنود شد، تروموتو موافقت کرد، صلح کند و به هیده‌یوشی اجازه داد تا با سرعت خود را به آکچی میتسوهیده رسانده و وی را قبل از کسان دیگر شکست دهد.
هر چند که خاندان موری پس از کشف حقیقت عصبانی شده باشند، آنها آتش‌بس را نشکستند و با گذشت زمان به نزدیکترین حامیان هیده‌یوشی تبدیل شدند. در سال ۱۵۸۳ او خدمتگزار تویوتومی هیده‌یوشی شد. تروموتو در حمله به شیکوکو (۱۵۵۸) و لشکرکشی کیوشو (۱۵۸۷) دو سردار خود (معروف به دو رودخانه، کوبایاکاوا تاکاکاگه و کیکاوا موتوهارو) را برای هدایت نیروها برای هیده‌یوشی فرستاد. وی کشتی‌هایی را برای کمک به هیده‌یوشی در محاصره اوداوارا (۱۵۹۰) فرستاد. هنگامی که هیده‌یوشی به کره حمله کرد (تهاجم ژاپن به کره (۱۵۹۸–۱۵۹۲)) در سال ۱۵۹۲، تروموتو خود یک «لشکر» از سربازان را در آنجا هدایت کرد، اگرچه به نظر می‌رسد بیشتر اوقات او صرف جنگ با پارتیزان‌های کره شده‌است.
پس از مرگ هیده‌یوشی، وی عضوی از شورای گوتایرو بود که توسط هیده‌یوشی منصوب شده بود.

## در نبرد سکیگاهارا
در بهار سال ۱۶۰۰ ایه‌یاسو آگاه شد که اوئسوگی کاگه‌کاتسو یکی از اعضای شورای حکومتی به قلمروی خود در شمال ژاپن برگشته و در حال تدارک نظامی و جمع‌آوری سامورایی‌هاست. او از اوئسوگی کاگه‌کاتسو خواست که جهت توضیح نزد او بیاید اما کاگه‌کاتسو نه تنها به امر او اعتنایی نکرد بلکه در جواب توکوگاوا نامه‌ای انتقادآمیز ارسال کرد. این برای ایه‌یاسو به معنای اعلام جنگ بود. در ژوئن ۱۶۰۰ ایه‌یاسو و نیروهایش برای جنگ با خاندان اوئسوگی به سمت آیزو در شمال ژاپن حرکت کردند. از زمان ورود ایه‌یاسو به قلعه اوساکا در سپتامبر سال قبل، رژیم تویوتومی توسط ایه‌یاسو اداره می‌شد و تروموتو چاره ای جز توافق برای این لشکرکشی نداشت. با این وجود، اعتقاد بر این است که تروموتو به شدت با اوئسوگی کاگه‌کاتسو برای حل مسئله حمله به ایشیدا میتسوناری توسط هفت شو با یکدیگر ارتباط و پیوند داشتند.
ایه‌یاسو که قبل از حرکت، پیش‌بینی حمله از طرف میتسوناری به محل اقامت خود را کرده بود، دوست دوران کودکی خود توری موتوتادا را به همراه ۱۸۰۰ نفر سرباز جهت دفاع در قلعه فوشیمی باقی گذاشت. میتسوناری در حبس خانگی بود که اطلاع یافت ایه‌یاسو رهسپار جنگ شده‌است. او غیبت ایه‌یاسو را بهترین فرصت برای تجهیز قوا برای حمله به او یافت و به سرعت با دایمیوهای متحدش تماس گرفت و از آن‌ها خواست که از او پیروی کنند. در روز ۱۷ ژوئیه میتسوناری نخست توانست اوساکا و قلعه اوساکا را تسخیر کند. پس از آن قلعه فوشیمی محاصره شد. موتوتادا بیش از ۱۰ روز توانست قلعه را از سقوط نجات دهد. مقاومت موتوتادا و معطل نگه داشتن سپاه غربی تأثیر بسیاری در پیروزی ایه‌یاسو در نبرد سکیگاهارا داشت؛ زیرا از یک طرف باعث برهم ریختن نقشه‌ها و برنامه‌ریزی‌های سپاه غربی شد و از طرف دیگر این فرصت را برای ایه‌یاسو به‌وجود آورد تا بر روی برخی از فرماندهان سپاه غربی نفوذ پیدا کرده و آن‌ها را به سمت خود بکشد.
در ۱۶ ژوئن، ایه‌یاسو با سپاه خود به طرف آیزو رفت، اما اندکی قبل تروموتو به هیروشیما بازگشت. تروموتو کیکاوا هیروایه و آنکوکوجی اکی را به میدان جنگ فرستاد، اما آنکوکوجی اکی با ایشیدا میتسوناری و اوتانی یوشیتسوگو دیدار کرد و تصمیم گرفت علیه ایه‌یاسو وارد عمل شود.
در ژوئیه، سرانجام ایشیدا میتسوناری نیروهایش را جمع‌آوری کرد. در این زمان، ایشیدا میتسوناری طبق پیشنهاد اوتانی یوشیتسوگو مقام رهبری جنگ را به عهده نگرفت، او تروموتو را که فکر می‌کرد به اندازه ایه‌یاسو توانایی دارد، به عنوان فرمانده کل ارتش غربی انتخاب کرد. تروموتو نیز توسط آنکوکوجی اکی متقاعد شد و انتصاب خود را بدون مشورت با اعضای خاندان موری یا ملازمان ارشد به عنوان فرمانده کل پذیرفت. در نامه ای به تاریخ ۱۲ ژوئیه، سه عضو گو-بوگیو (به هیئتی پنج نفره گفته می‌شود که به همراه هیئت پنج نفره گوتایرو پس از مرگ تویوتومی هیده‌یوشی زمام امور کشور ژاپن را در دست گرفتند): مائدا گنئی، ناتسوکا ماساایه و ماشیتا ناگاموری از تروموتو خواستند که به اوساکا بیاید.
در ۱۵ ژوئیه، تروموتو به محض دریافت نامه از شورای گو-بوگیو از هیروشیما خارج شد و در ۱۹ ژوئیه وارد قلعه اوساکا شد. مطابق مطالب دفتر خاطرات گیئن（۱۵۵۸–۱۶۲۶ راهب سانبو-این، معبد فرعی معبد دایگو، در روز ۱۹ ژوئیه، نیروهای تروموتو ۶۰٬۰۰۰ نفر بودند. دو روز قبل از آن، در روز هفدهم، موری هیده‌موتو دفتر کار ایه‌یاسو در قلعه اوساکا را اشغال کرد و مسئول امور در غیبت ایه‌یاسو را از این قلعه اخراج کرد. این یکی از مهم‌ترین اقدامات برنامه ارتش غربی برای جلوگیری از حرکت نیروهای توکوگاوا به طرف اوساکا جهت به دست آوردن تویوتومی هیده‌یوری بود، اما این عملی نبود که موری هیده‌موتو بتواند بدون دستور تروموتو انجام دهد، بلکه تروموتو قبل از روز هفدهم که در قلعه اوساکا مستقر شد به هیده‌موتو چنین دستورالعملی داده بوده‌است.
پس از ورود به قلعه اوساکا، تروموتو توسط ژنرال‌های مختلف به عنوان فرمانده کل ارتش غرب معرفی شد و فرماندهی ارتش متحد را بر عهده داشت. با این حال، او تا پایان جنگ در سکیگاهارا قلعه اوساکا را ترک نکرد.
تروموتو، موری هیده‌موتو، کیکاوا هیروایه و آنکوکوجی اکی را به میدان جنگ فرستاد و ارتش موری به قلعه اوتسو در ولایت اومی حمله کردند و سپس در ۱۰ سپتامبر در کوه نانگو در سکیگاهارا مستقر شد. از طرف دیگر، ایه‌یاسو نیز در اول همان ماه ادو را ترک کرد، به غرب رفت و در ۱۲ ام به گیفو رسید.
هنگام اقامت در قلعه اوساکا، تروموتو برای جلوگیری از حرکت ایه‌یاسو به سمت غرب، نیروهایی را به تپه نانگو فرستاد و اطلاعاتی دربارهٔ بیگانگان جمع کرد. شایعات جدایی در میان فرماندهان ارتش غربی به گوش می‌رسید و تروموتو گزارش‌هایی را از آنکوکوجی اکی دریافت کرده‌است. با این حال، به تروموتو نیز اطلاع داده شد که کوبایاکاوا هیده‌آکی با ارتش شرقی مخفیانه در تماس است، اما تروموتو تا پایان نتوانست اقدامی در این باره انجام دهد.
از طرف دیگر، کیکاوا هیروایه، که تصمیم به شکست ارتش غربی گرفته بود، از طریق کورودا ناگاماسا در مورد تضمین مالکیت اراضی خاندان موری با سپاه شرقی مذاکره کرد. سپس، در ۱۴ سپتامبر، هوندا تاداکاتسو و ای نائوماسا نامه ای را به کیکاوا هیروایه و فوکوبارا هیروتوشی دادند که نوشته بود قول می‌دهند که "ایه‌یاسو از تروموتو غافل نخواهد شد و همه اراضی وی را حفظ خواهد کرد. در این زمان گفته می‌شود که کیکاوا هیروایه بدون مشورت با ژنرال‌های دیگر خاندان موری توافق پنهانی کرده‌است.
در ۱۵ سپتامبر، نیروهای غرب و شرق در سکیگاهارا درگیر شدند، اما خیانت کوبایاکاوا هیده‌آکی و کیکاوا هیروایه ارتش غربی را شکست داد و جنگ در یک روز به پایان رسید. ارتش بزرگ خاندان موری، که در تپه نانگو مستقر شده بود، توسط کیکاوا هیروایه متوقف شده، بنابراین چاره ای جز کناره‌گیری و رفتن به اوساکا بدون جنگ با ارتش شرق نبود. ارتش خاندان موری که عقب‌نشینی کرد، وارد قلعه اوساکا، جایی که تروموتو بود، نشد بلکه در شهر اوساکا مستقر شد.
وقتی خبر شکست ارتش غربی به اوساکا رسید، بحث در مورد ادامه جنگ یا صلح در میان ژنرال‌ها در قلعه اوساکا درگرفت. تروموتو هیده یوری را در اختیار داشت و در گزینه جنگ می‌توانست از قلعه اوساکا استفاده کند. علاوه بر این، تعداد زیادی از نیروهای خاندان موری بودند که بدون آسیب به اوساکا بازگشتند زیرا بسیاری از نیروهای این خاندان در جنگ اصلی شرکت نکرده بودند.
ایه‌یاسو دو روز پس از پیروزی در جنگ، در روز هفدهم نامه ای به تروموتو فرستاد و امیدوار نشان داد که رابطه خوبی بین این دو برقرار شود و از او خواست که قلعه اوساکا را ترک کند. تروموتو نیز همچنین در تاریخ نوزدهم پاسخی برای ایه‌یاسو ارسال کرد و از او پرسید برای اراضی او چه اتفاقی خواهد افتاد. در نامه استناد به تاریخ ۲۲ سپتامبر، تروموتو اظهار داشت که به شرط حفظ اراضی تحت اختیارش از قلعه اوساکا خارج خواهد شد.
پس از شکست در جنگ، تروموتو ترغیب ایه‌یاسو را پذیرفت و در ازای حاکمیت قلمرویش، قلعه اوساکا را ترک کرد. با این حال، هنگامی که کشف شد که تروموتو به عنوان فرمانده کل ارتش غرب به‌طور فعال فرماندهی ارتش را بر عهده داشته‌است، ایه‌یاسو از قول خود سرپیچی کرد و او در آستانه به خطر افتادن قرار گرفت. در نهایت، به لطف تلاش‌های هیروایه و دیگران، او توانست از نابودی اجتناب کند، اما بسیاری از قلمروهایی که از زمان پدربزرگش در اختیار داشت، کاهش یافت.
سپس، در تاریخ ۲۵ سپتامبر، هنگامی که تروموتو نامه تأیید حفظ قلمروی خود دریافت کرد و بدون اعتنا بر توصیه موری هیده‌موتو، تاچیبانا مونه‌شیگه و شیمازو یوشی هیرو که به ادامه جنگ اصرار داشتند از قلعه اوساکا خارج شد و وارد عمارت خاندان موری در کیزو شد.
اعتقاد بر این است که وی یک ژنرال کمتر از حد متوسط در داخل و خارج از میدان جنگ بود، زیرا فاقد انگیزه و اراده بود. او بلافاصله پس از سکیگاهارا به ایه‌یاسو تسلیم شد و باعث شد بازنشسته شود. اعتقاد بر این است که اگر او در نبرد سکیگاهارا می‌جنگیدو یا تویوتومی هیده‌یوری را به میدان جنگ می‌آورد، توکوگاوا ایه‌یاسو شکست می‌خورد. با این حال، او قلمروی خود را به خوبی مدیریت کرد و خاندان موری را حتی زمانی که قلمروی او به یک سوم کاهش یافته بود با موفقیت در کنار هم نگه داشت.

## خانواده
- پدربزرگ: موری موتوناری
- پدر: موری تاکاموتو
- عموها:
  - کیکاوا موتوهارو (۱۵۳۰–۱۵۸۶) پسر او کیکاوا هیروایه نام داشت.
  - کوبایاکاوا تاکاکاگه (۱۵۳۳–۱۵۹۷)
  - موری موتوکیو (۱۵۵۱–۱۵۹۷)
  - کوبایاکاوا هیده‌کانه (۱۵۶۷–۱۶۰۱)
- فرزندان:
  - موری هیده‌ناری (۱۵۵۱–۱۵۹۷)
- فرزندخواندگان:
  - موری هیده‌موتو - وی پسرعموی تروموتو، یعنی پسر موری موتوکیو بود.